# Kanton Senonches
Kanton Senonches (francouzsky Canton de Senonches) je francouzský kanton v departementu Eure-et-Loir v regionu Centre-Val de Loire. Tvoří ho osm obcí.

## Obce kantonu
- Digny
- La Framboisière
- Jaudrais
- Louvilliers-lès-Perche
- Le Mesnil-Thomas
- La Puisaye
- La Saucelle
- Senonches